# Organization of Sikkimese Unity
Organization of Sikkimese Unity, politisk organisation i den indiska delstaten Sikkim. OSU bildades 1994 för att kämpa för att reservationer och kvoter för delstatens nepalitalande majoritet återinförs. OSU:s generalsekreterare är Jigme N Kazi. Kazi är även ledare för Kongresspartiet i Sikkim.